# Atlantic (automobile)
Pour les articles homonymes, voir Atlantic.
L'Atlantic était une auto construite par la société allemande Atlantic Aktiengesellschaft für Automobilbau de Berlin. La production commencée en 1921 cessa en 1922, les ventes se poursuivant jusqu'en 1923. Une centaine de véhicules furent construits.
Elle était équipée d'un moteur Boxer BMW à deux cylindres de 494 cm3 et d'une puissance de 6,5 ch. La vitesse maximale annoncée était de 70 km/h. Il s'agissait d'un véhicule « single-track » avec deux roues latérales auxiliaires et un habitacle pour deux places en tandem.

## Sources
- (de) Werner Oswald, Deutsche Autos 1920-1945 : alle deutschen Personenwagen der damaligen Zeit, Stuttgart, Motorbuch-Verl, 1977 (ISBN 978-3-87943-519-7, OCLC 3879435197), p. 434.
- Harald Linz et Halwart Schrader, Die Internationale Automobil-Enzyklopädie, United Soft Media Verlag GmbH, München, 2008  (ISBN 978-3-8032-9876-8)
- « Atlantic », in George N. Georgano, ed., The Complete Encyclopedia of Motorcars 1885-1968, New York, E.P. Dutton and Co., 1974.